# لودویگ هولشتاین-لدربورگ
لودویگ هولشتاین-لدربورگ (انگلیسی: Ludvig Holstein-Ledreborg؛ ۱۰ ژوئن ۱۸۳۹ – ۱ مارس ۱۹۱۲) یک سیاست‌مدار اهل دانمارک بود.